# Степановка (Лозовский район)
Степановка (укр. Степанівка) — село, 
Яковлевский сельский совет,
Лозовский район,
Харьковская область.
Код КОАТУУ — 6323988509. Население по переписи 2001 года составляет 79 (37/42 м/ж) человек.

## Географическое положение
Село Степановка находится на левом берегу реки Орелька,
выше по течению к селу примыкает село Сергеевка,
ниже по течению на расстоянии в 1 км расположено село Веселое.
Рядом проходит автомобильная дорога Т-2109.
Также около села Степановка проходит канал Днепр-Донбас.

## История
- 1914 — дата основания.